# Törtel
Törtel là một thị trấn thuộc hạt Pest, Hungary. Thị trấn này có diện tích 84,16 km², dân số năm 2010 là 4320 người, mật độ 51 người/km².